# Фрунза (Горж)
Фрунза (рум. Frunza) насеље је у Румунији у округу Горж у општини Логрешти. Oпштина се налази на надморској висини од 271 m.

## Становништво
Према подацима из 2002. године у насељу је живело 502 становника, од којих су сви румунске националности.